# Sclerohypnum
Sclerohypnum là một chi rêu trong họ Hookeriaceae.